# 红塔区
红塔区是中华人民共和国云南省玉溪市下属的市辖区，玉溪市人民政府所在地，为全市政治、经济和文化中心。红塔区地处滇中腹地，北距昆明市98公里，东与江川区相连，北与晋宁区接壤，西南与峨山彝族自治县交界，东南与通海县毗邻。全区面积948平方千米，2020年总人口58.87万人，区人民政府駐玉兴街道。红塔区是1998年3月15日，由原县级玉溪市随着玉溪地区改为地级玉溪市而改为红塔区。红塔区经济发达，以盛产优质烤烟而闻名，被称为“云烟之乡”。

## 历史
红塔区历史悠久，先秦时属古滇国地。西汉元封二年（前109年）属益州郡俞元县，蜀汉时为建宁郡俞元县地，两晋时为晋宁郡俞元县地。隋朝置宁州总管府西爨地。唐代貞觀年间属求州。南诏赞普钟九年（760年）置温富州，属河阳郡。温富州的设置，使玉溪市红塔区在历史上开始成为州一级的行政单位。大理国时为温富州休制部。元代至元十三年（1276年）置新兴州，属澂江路，明代新兴州属澂江府，清代沿袭。民国元年（1912年）改称新兴县，民国二年（1913年）改为休纳县。民国五年（1916年）因玉溪大河“形似玉带，溪水清澈如碧玉”而改名玉溪县。1958年玉溪、江川两县合并，仍称玉溪县。1961年又重新分开。1983年9月9日改为玉溪市（县级），隶属于玉溪专区。1998年3月15日，撤销玉溪专区，设立玉溪地级市，原县级玉溪市改为市辖区红塔区。

## 自然地理
红塔区平面形态呈北宽南窄不规则三角形状，区境四面环山，东有龙马山屏障，南有凤凰山拱卫，西有高鲁山雄峙，北有大黑山横亘。市区中心海拔1 630米，境内最高点为西部的高鲁山海拔2614.14米，最低点是辖区最南端与通海县交界处的曲江河滩，海拔1502米。辖区内河流纵横，主要河流玉溪大河，属于珠江上游南盘江流域。
辖区属于中亚热带半湿润冷冬高原季风气候，山区显示立体气候。总体上冬无严寒，夏无酷暑，气候宜人。年均气温13～16℃。

## 行政区划
红塔区下辖9个街道办事处、2个民族乡：
玉兴街道、凤凰街道、玉带街道、北城街道、春和街道、李棋街道、大营街街道、研和街道、高仓街道、小石桥彝族乡和洛河彝族乡。

## 经济
玉溪市红塔区经济发展迅速，连续3年被云南省评为“云南省县（区）域经济发展十强县”。2022年，红塔区生产总值达1,102.47亿元，按可比价格计算，比上年增长3.6%。其中第一产业增加值24.74亿元，增长4.8%；第二产业增加值679.67亿元，增长5.0%；第三产业增加值398.06亿元，增长1.3%。三次产业结构为2.2∶61.7∶36.1。人均生产总值185,336元。城乡常住居民人均可支配收入分别为49,160元、23,458元。职工年平均工资114,735元。地方一般公共预算收入15.22亿元，人均2,558元。地方一般公共预算支出34.49亿元，人均5,799元。

## 人口
2020年第七次人口普查结果，红塔区总人口（常住人口）共有588,738人，城镇人口426,993人（占72.53%），乡村人口161,745人（占27.47%）。共有男性294,119人、女性294,619人，性别比为99.83。0—14岁人口共87,326人（占14.83%），15—59岁人口共408,100人（占69.32%），60岁及以上人口共93,312人（占15.85%），其中65岁及以上人口共70,910人（占12.04%）。大学专科学历及以上人口有121,715人，15岁以上的文盲有19,214人，占15岁以上人口的3.83%。

### 民族
根据2010年进行的第六次全国人口普查的结果，汉族人口为415147人，占总人口的83.85%；各少数民族人口为79982人，占总人口的16.15 %。其中，彝族人口为49419人，占总人口的9.98%；回族人口为11096人，占总人口的2.24%；哈尼族人口为7486人，占总人口的1.51%；傣族人口为2652人，占总人口的0.54%；白族人口为4144人，占总人口的0.84%；苗族人口为928人，占总人口的0.19%。

## 交通

### 公路
- 昆磨高速、 玉江高速、 泸宁高速、 213国道、 357国道过境。

### 鐵路
- 昆玉河铁路：玉溪站

## 名胜古迹
公园、古迹有聂耳公园、荷花公园、东风公园、九龙池公园、万荷园、龙马溶洞、白龙潭、黑龙潭、玉泉寺、灵照寺、双林寺、借银寺等及汇龙生态园、映月潭休闲文化中心。
- 大营街：云南第一村。